# Коммунистическая партия Дании
Коммунистическая партия Дании, КПД (дат. Danmarks Kommunistiske Parti, DKP) — революционная политическая партия в Дании.

## История

### 1919—1940
9 ноября 1919 года происходит объединение левого крыла Социал-демократической молодёжной ассоциации (Socialdemokratisk Ungdoms Forbund), Социалистической рабочей партии (Socialistisk Arbejderparti), созданной в марте 1918 года отколовшейся от социал-демократов фракцией Марии Нильсен, и синдикалистов-антимилитаристов в Левую социалистическую партию (ЛСП, Venstresocialistiske Parti). Партия, не установив ещё крепких связей с массами, во время назревавшей всеобщей забастовки в 1920 году призвала к немедленному созданию на предприятиях рабочих советов, свержению монархии и провозглашению социалистической республики, не найдя понимания даже у социал-демократов, чьи лидеры провалили стачку. В ноябре 1920 года партия присоединяется к Коминтерну и сообразно 21 требованию меняет своё название на Коммунистическую партию Дании. На 1921 год партия насчитывала в своих рядах 3 000 активистов, издавала газету «Arbejdet».
В 1921 году КПД сливается с синдикалистской Профсоюзной оппозиционной коалицией (Fagoppositionens Sammenslutning) в Коммунистическую федерацию (Kommunistisk Føderation). Перед этим один из лидеров синдикалистской оппозиции Кристиан Кристиансен опубликовал в своей газете «Solidaritet» ряд статей под общим названием «21 пункт», в которых декларировал полную приверженность Коминтерну. Однако это объединение существует недолго — в январе 1922 года в Федерации происходит раскол, и в течение следующих 18 месяцев в Дании существует две коммунистические партии, из которых только одна признана Коминтерном. Линия противостояния проходила между сторонниками коммунистического и синдикалистского крыла организации. Несмотря на то, что в 1923 году две компартии объединяются, межфракционная борьба в единой компартии продолжается в течение следующих 20 лет.
С середины 1920-х годов КПД стала заниматься строительством сети профсоюзных организаций. Важную роль компартия играла на уровне региональных профорганизаций, практически везде имея своих активистов на руководящих постах в профсоюзных комитетах. Единственной общенациональной профсоюзной организацией, в руководство которой входили коммунисты, был Национальный союз кочегаров. В мае 1932 года была создана «Революционная профсоюзная оппозиция» (РПО), активно действовавшая в течение нескольких лет. Однако забастовочная тактика в Дании потерпела поражение, и РПО так и не смогла стать во главе оппозиционных сил в профсоюзном движении страны.
В 1927—1930 годах руководство компартии находилось в руках радикальных левых — Тогера Тогерсена, который был председателем партии, и Рихарда Йенсена. В 1930 году Коминтерн направляет «открытое письмо» с требованием смены руководства компартии. В течение двух лет в партии шла внутренняя борьба. Старое руководство партии было снято, и сформировано новое, состоящее из молодых активистов, учившихся в Международной Ленинской школе в Москве, — Аксель Ларсен, Мартин Нильсен и Арне Мунк-Петерсен. Этому не помешали даже связи многих представителей нового руководства с Левой оппозицией в ВКП(б), установленные в СССР. 
Ларсен в 1932 году стал новым председателем партии. Если раньше датские коммунисты позволяли себе самостоятельные действия, то с этого времени КПД полностью придерживается линии Коминтерна: в 1931—1934 годах поддерживает тактику «третьего периода», а затем с 1934—1935 годов — политику Народного фронта (после прихода Гитлера к власти КПД также активно помогала немецким беженцам). Такой видный деятель КПД, как Мария Нильсен, была вторично исключена из партии в 1936 году за отказ размежеваться с троцкистами и поддержать сталинские репрессии в СССР, жертвой которых пал и лояльный депутат-коммунист Арне Мунк-Петерсен (что, впрочем, скрывалось до 1989 года).
В 1932 году коммунисты были впервые избраны в датский Ригсдаг, получив в нём 2 места (занятые Ларсеном и Мунк-Петерсоном) из 149 (1,1 % голосов), и оставались в нём вплоть до нацистской оккупации 1940 года. На выборах 1935 года партия получила 1,6 % голосов и 2 места, а на выборах 1939 года — 2,4 % и 3 места. 

### 1940—1945

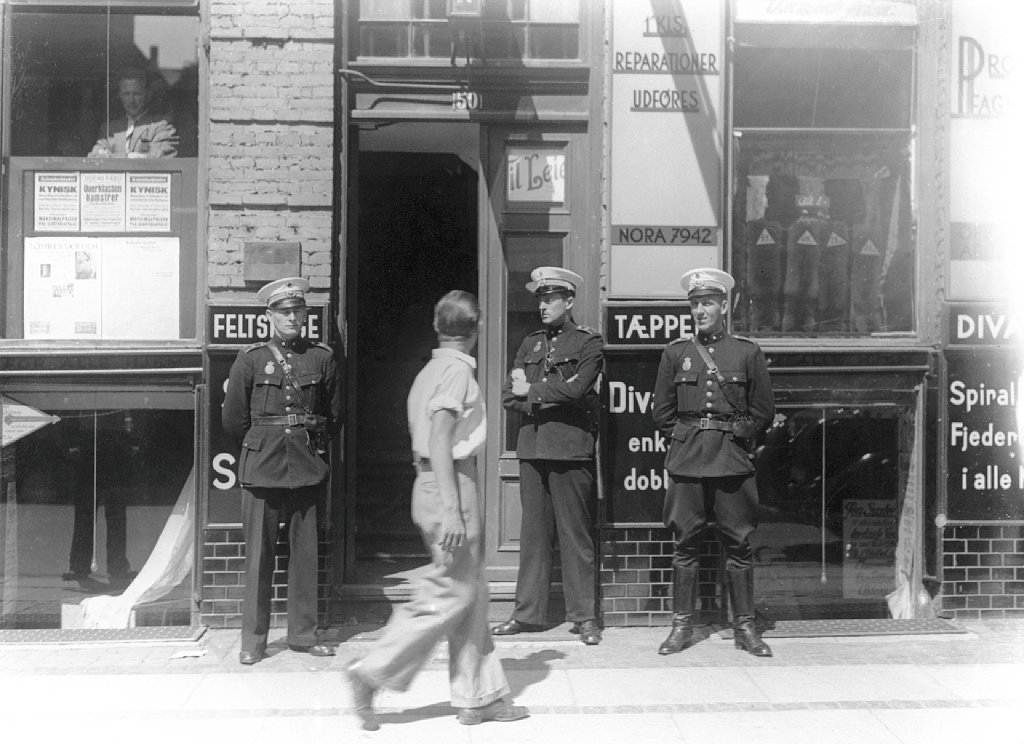
Датская полиция во время облавы на штаб-квартиру компартии в 1941 году

9 апреля 1940 года Дания была оккупирована немецкими войсками. Тем не менее компартия продолжала действовать вплоть до запрета 22 августа 1941 года. После начала войны с СССР немецкие оккупационные власти приказали полиции арестовать 66 названных коммунистов; датская полиция решила перевыполнить этот показатель в пять раз. 496 коммунистов, включая защищённого парламентским иммунитетом депутата Мартина Нильсена, были арестованы и заключены в концлагерь Хорсерёд, а оставшиеся на свободе перешли на нелегальное положение. В дальнейшем, количество арестованных полицией коммунистов увеличилось до 520 человек. Ригсдаг принял «Закон о коммунистах», согласно которому членство в коммунистической партии стало уголовным преступлением. После принятия закона ещё 150 коммунистов были сосланы в концлагерь Штуттгоф, где 22 человека умерли.
Уже зимой 1940—1941 года в Дании возникла нелегальная межпартийная организация, в состав которой вошли датские коммунисты, члены социал-демократического кружка «Ринген», антифашистской организации «Свободные датчане» и некоторые активисты консервативной партии Дании. С 1941 года КПД принимает активное участие в движении Сопротивления.
В 1941 году датские коммунисты начали издание первых подпольных изданий: «Факел свободы», «Факел правды» и «Искра», к концу 1941 года ими был налажен выпуск 22 газет. 9 апреля 1942 года датские коммунисты в сотрудничестве с некоммунистическими группами (вплоть до консерваторов) начали издание газеты «Frit Denmark», а позднее, в октябре 1942 года — выпуск массовой подпольной газеты «Land og Folk» («Страна и народ» или «Земля и люди»), тираж которой к концу оккупации достиг 120 тысяч экземпляров.
Подпольщики-коммунисты начали организованные диверсии против железных дорог, используемых немцами, и против датских компаний, сотрудничающих с оккупационной властью. Весной 1942 года датскими коммунистами была создана вооружённая организация «коммунистов-партизан» (KOPA), которую возглавил коммунист-рабочий Эйгиль Ларсен. В составе этих отрядов были ветераны-добровольцы войны в Испании. В начале 1943 года к ним присоединилась студенческая антифашистская группа, и название было изменено на «гражданских партизан» («Borgerlige Partisaner», BOPA). Вне этой организации существовали другие прокоммунистические группы Сопротивления, например, группа Самсинга в Орхусе.
Два представителя партии (Петер Альфред Йенсен и Бёрге Хоуманн) вошли в состав высшего руководящего органа Движения Сопротивления — Совета свободы (Датского освободительного совета), который был создан 16 сентября 1943 года. Председатель Совета, врач Могенс Фог, выступал от имени «Frit Denmark», тоже занимал близкие к коммунистам позиции.

### 1945—1990

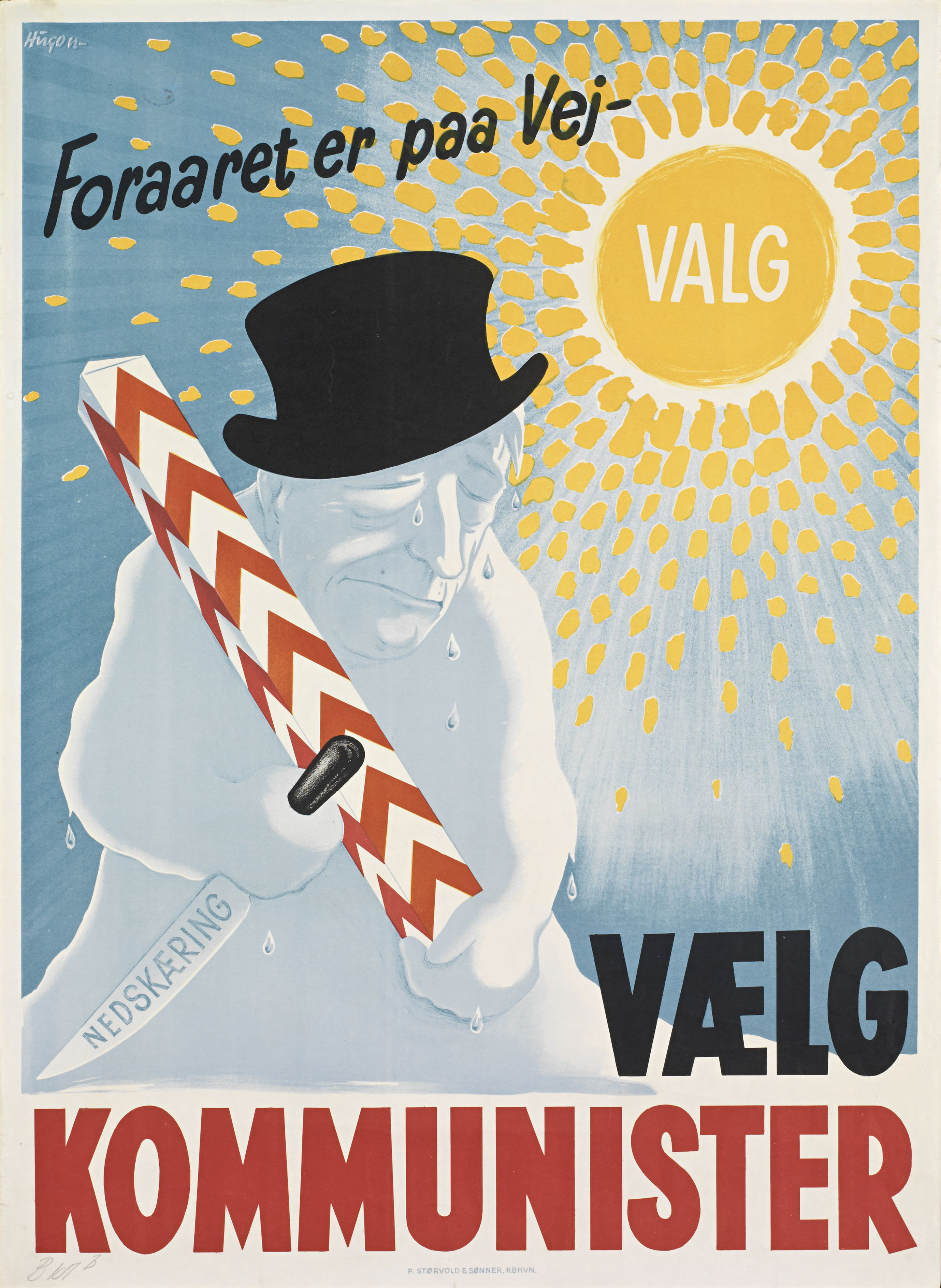
Предвыборный плакат датских коммунистов, изображающий премьер-министра Кнуда Кристенсена, чьё правительство пало в 1947 году, тающим снеговиком

После освобождения страны партия в лице её лидера Акселя Ларсена (министр без портфеля), Петера Альфреда Йенсена (министр транспорта) и Мортенса Фога (министр по специальным поручениям) участвовала во временном коалиционном правительстве Вильхельма Бюля. На первых послевоенных выборах, состоявшихся в октябре — ноябре 1945 года, компартия получила поддержку 12,5 % избирателей и 18 депутатских кресел в Риксдаге — это был крупнейший результат за все время участия партии в парламентских выборах. На всех последующих выборах партия получала всё меньше голосов, и с 1960 по 1973, а также с 1979 по 1989 год не была представлена в парламенте.
Весной 1956 года коммунисты приняли активное участие в выступлениях рабочих после провала общенациональных переговоров по заключению коллективных трудовых договоров. Демонстрация перед дворцом Кристиансборг 13 апреля собрала до 200 000 человек, и эти события привели к избранию на ответственные должности в профсоюзах более радикальных представителей, многие из которых были связаны с КПД. Однако в 1958 году в компартии произошёл раскол. Ещё в 1956 году председатель КПД Аксель Ларсен осудил подавление Венгерского восстания. Это привело к его конфликту с другими членами руководства партии, лояльными к Советскому Союзу.
В результате двухлетнего конфликта в 1958 году Ларсен и его соратники (Кай Мольтке, Мортен Ланге, Могенс Фог и другие) были исключены из партии; по всплывшым сведениям, Ларсен вскоре был завербован ЦРУ. В 1959 году он и его сторонники сформировали Социалистическую народную партию, в которую перешли многие коммунисты и социал-демократы, недовольные политическим курсом своих партий. СНП впервые попала в фолькетинг по итогам выборов 1960 года, тогда как КПД лишилась своего парламентского представительства (ей удалось вернуть его благодаря переходу в её ряды депутата от СНП Ханне Рейнтофт, а затем на выборах 1973, 1975 и 1977 годов, но уже в 1979 году до электорального барьера в 2% голосов компартии не хватило).
На съезде 1973 года компартией обсуждались вопросы борьбы против монополий, отказ Дании от участия в ЕЭС, за выход страны из НАТО и др. По итогам были приняты резолюции «На борьбу с монополистическим капиталом, за интересы рабочего класса, за социализм» и «Программа коммунистов в борьбе за лучшую жизнь для народа». 

В 1979 году из КПД был исключён представлявший её в городском совете Копенгагена профсоюзный лидер моряков Пребен Мёллер Хансен, зарегистрировавший в 1986 году новую левопопулистскую партию «Общий курс». Ей удалось перетянуть к себе часть поддержки коммунистов и войти в парламент в следующем году, но на последующих выборах она не сумела преодолеть избирательный порог — как и компартия, задумавшаяся о сближении с другими радикальными левыми силами.

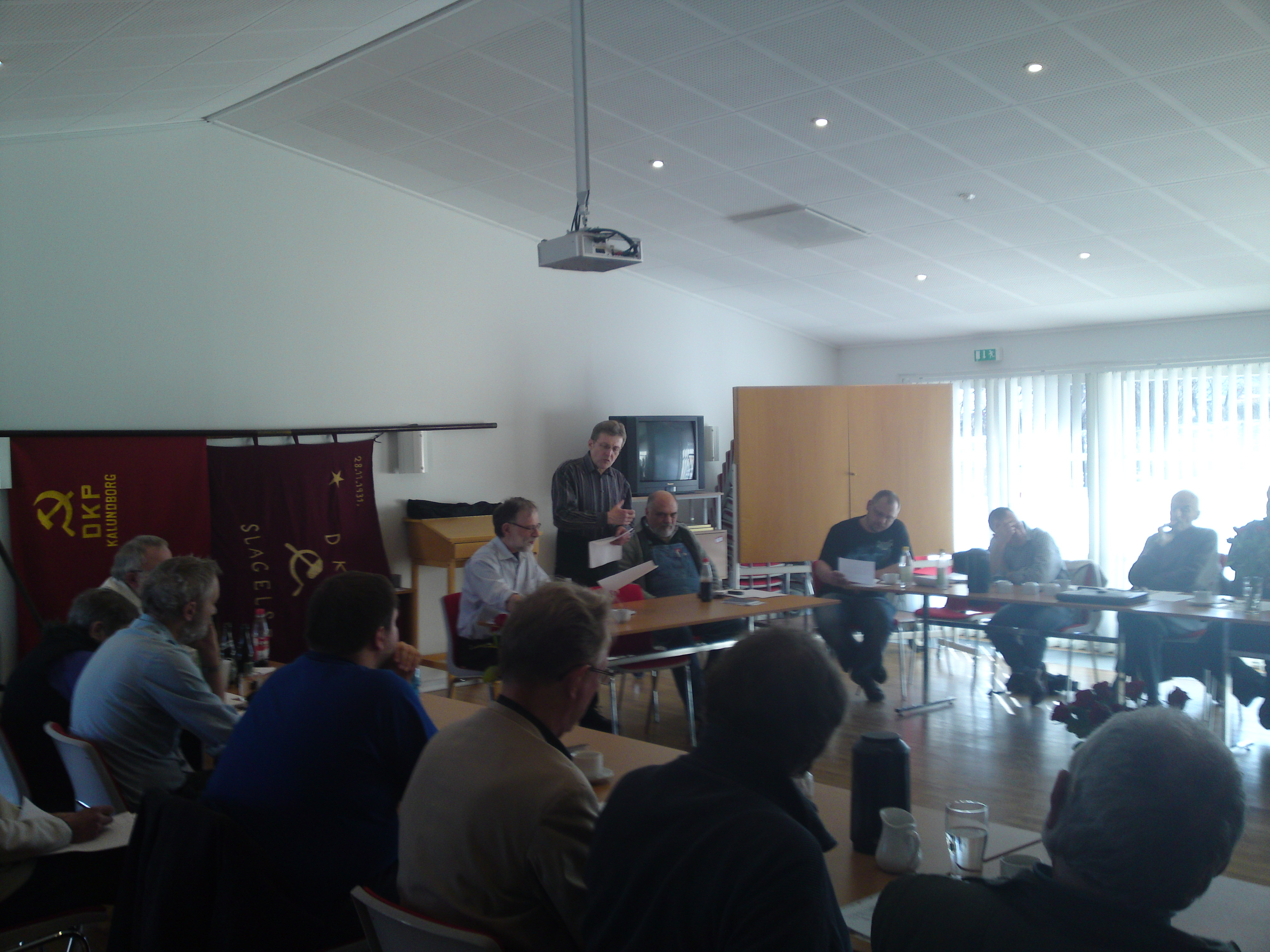
Региональная конференция КПД в Рингстеде. 8 марта 2010

Когда в 1987 году умер прежний руководитель КПД Йорген Йенсен, коммунисты решили избрать двух председателей вместо одного на фоне глубоких внутренних разногласий из-за перестройки в СССР, которые впоследствии привели к расколу партии. Однако после скорой смерти профсоюзного деятеля Яна Андерсена единоличным председателем стал его молодой коллега и сторонник обновления Оле Сон, которого затем попытались сместить приверженцы прежней жёсткой линии.
В 1989 году компартия вместе с «Левыми социалистами» и троцкистской Социалистической рабочей партией учредила избирательное объединение «Единый список — Красно-зелёная коалиция» для участия в парламентских выборах. Желание присоединиться к «красно-зелёным» высказывала также маоистская Коммунистическая рабочая партия, однако её вступление в коалицию в качестве полноправного участника изначально было заблокировано КПД и допущено только два года спустя.
Внутри самой КПД большинство поддержало участие в коалиции, однако противники этой идеи создали в 1990 году свою фракцию, которая в 1993 году стала новой партией с названием Коммунистическая партия в Дании. В 2023 году партии воссоединились. Единая компартия отошла от участия в Красно-зелёной коалиции.

## Молодёжные организации
С 1906 года до 1990 года молодёжной организацией компартии являлся «Коммунистический союз молодёжи» («Коммунистическая молодёжь Дании», «Danmarks Kommunistiske Ungdom»), а в 1974 году был создан «Союз коммунистических студентов».
В 2009 году датский комсомол был восстановлен под названием «Молодые коммунисты» (Ungkommunisterne), действуя в союзе с несколькими существовавшими параллельно компартиями. После перезапуска организации в 2020 году на общем собрании в 2021 году было решено изменить название на изначальное название организации-предшественницы.

## Партийная печать
В 1919 был начат выпуск первой партийной еженедельной газеты «Arbejdet» («Труд»), которая после парламентского кризиса 1920 года стала выходить ежедневно. Союзная компартии Профсоюзная оппозиционная коалиция имела газету «Solidaritet» с тиражом 7 000—8 000 экземпляров.
После их объединения в Коммунистическую федерацию в 1921 году название её печатного органа стало «Arbejderbladet» («Рабочая газета»). В середине 1920-х годов тираж «Arbejderbladet» составлял около 6 000 экземпляров, в 1935 году — около 7 000, в 1940 году — около 12 000. С 1941 года печатное издание компартии носило название «Ugens Ekko» («Еженедельное эхо»), и его тираж составлял от 16 000 до 17 000 экземпляров.
В 1933—1937 годах компартия издавала теоретический журнал «Kommunistisk Tiddskrift» («Коммунистическая периодика»), который с 1936 года носил название «Tiden» («Время»).
В период запрета партии в 1941—1945 годах издавалась подпольная газета «Politiske Maanedsbreve» («Ежемесячные политические письма»).
С октября 1942 по 1990 год издавалась ежедневная газета «Land og Folk» («Страна и народ»), в которой постоянно печатался карикатурист Херлуф Бидструп.

## Председатели КПД

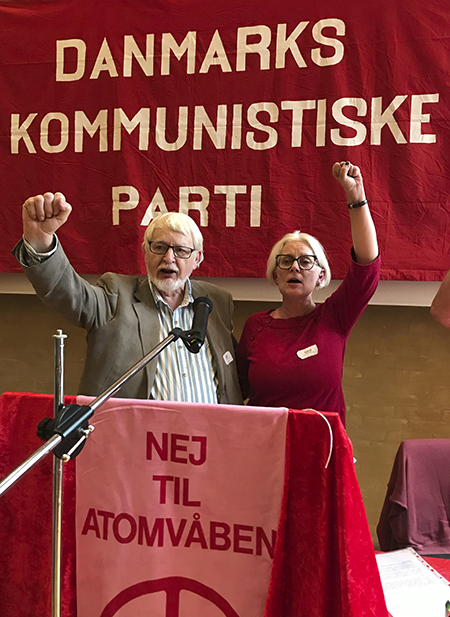
Сопредседатели партии в 2023—2024 годах Генрик Стамер Хедин и Рикки Карлсон

- 1919—1926 — Эрнест Христиансен (Ernst Christiansen)
- 1927—1930 — Тогер Тогерсен (Thøger Thøgersen)
- 1932—1958 — Аксель Ларсен (Aksel Larsen)
- 1958—1977 — Кнуд Есперсен (Knud Jespersen)
- 1977—1987 — Йорген Йенсен (Jørgen Jensen)
- 1987—1991 — Оле Сон (Ole Sohn)
- 1991—2003 — коллективное руководство
- 2003—2023 — Генрик Стамер Хедин (Henrik Stamer Hedin)

## Известные члены партии
- Мартин Андерсен-Нексё
- Херлуф Бидструп
- Асгер Йорн
- Соня Хауберг
- Ганс Шерфиг